# Sabal mauritiiformis
Sabal mauritiiformis es una palmera americana distribuida en México, pasando por Centroamérica, Colombia, Venezuela y Trinidad.

## Descripción

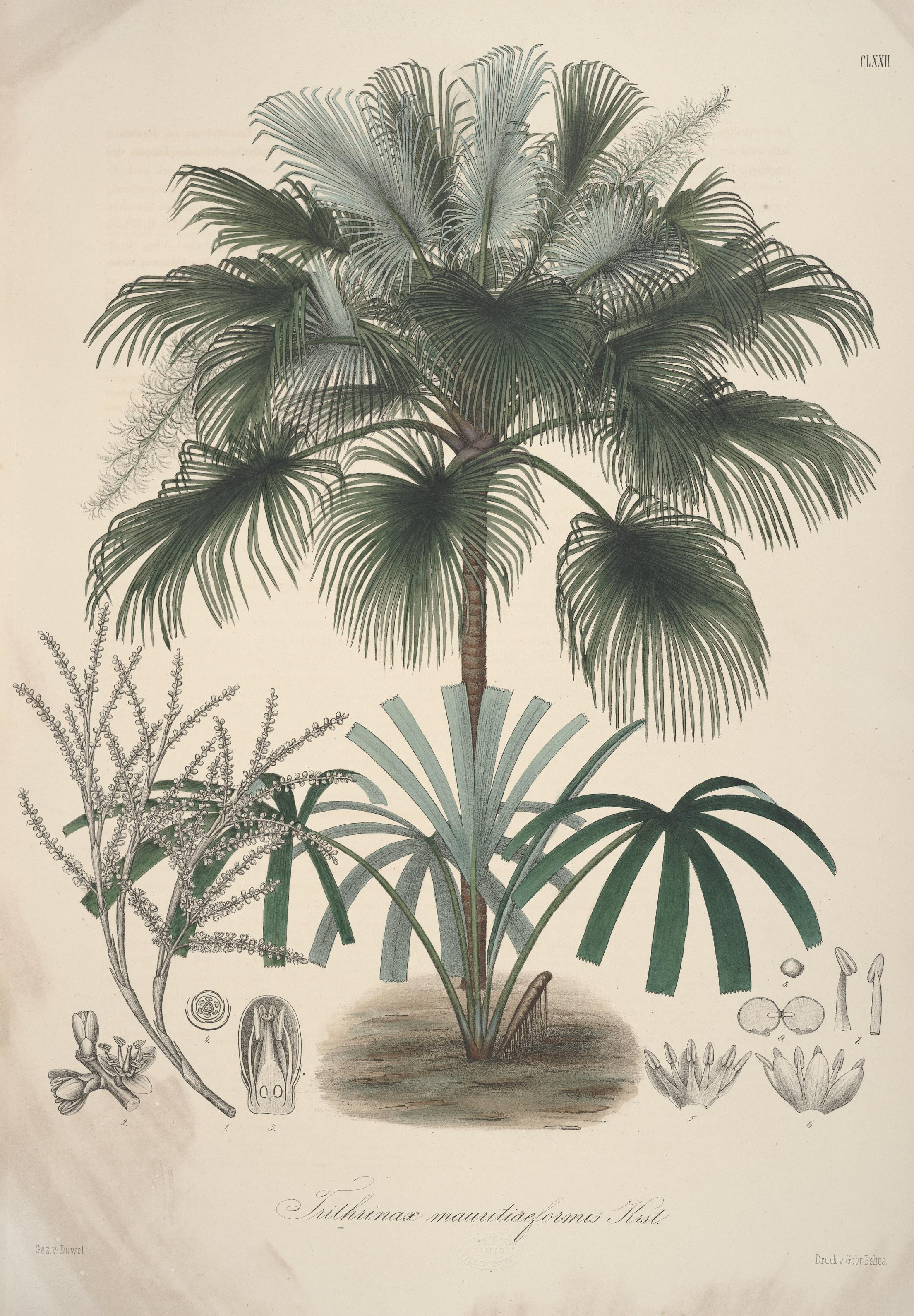
Pl. CLXXII Florae Columbiae

Se da silvestre en bosques y cañadas de clima cálido, en casi todos los países tropicales, siendo originaria de África, se encuentra en América Latina y se usan sus hojas para cubierta o techo de casas campesinas y tiene la gran virtud de ser repelente de insectos, por lo cual, no deja entrar en las casas plagas como el mosquito o zancudo anofeles,[cita requerida] transmisor de la malaria, como tampoco deja que aniden en el los escorpiones y avispas, tan comunes en estas zonas. Además es una cubierta muy aislante térmica, necesaria en climas tan calientes. Es una de las especies que tiene el tallo más delgado de todo el género (este puede pasar de los veinticinco metros de alto, y con un grosor de hasta dos decímetros (más grueso en la base). El tronco suele ser verde durante algún tiempo. El peciolo de la hoja llega a alcanzar más de tres metros de largo. Es de crecimiento lento, pudiendo tardar unos doce años antes de mostrar su tallo; pero ya antes resulta decorativa. Vegeta tanto en zonas húmedas como secas, e incluso se desarrolla en suelos calizos.  Posee fruto negro,  de  8 a 11 mm en diámetro.

## Taxonomía
Sabal mauritiiformis fue descrita por  (H.Karst.) Griseb & H.Wendl. y publicado en Flora of the British West Indian Islands 514. 1864.
Etimología
Sabal: nombre genérico de origen desconocido, quizás basado en un nombre vernáculo.
mauritiiformis: epíteto latíno compuesto que significa " con la forma de Mauritia".
Sinonimia
- Trithrinax mauritiiformis H.Karst. basónimo
- Sabal coerulescens auct.
- Sabal nematoclada Burret
- Sabal allenii L.H.Bailey
- Sabal morrisiana Bartlett ex L.H.Bailey
- Sabal glaucescens Lodd. ex H.E.Moore[5][6]